# Sava Stefanović
Sava Stefanović (* 19. April 1968) ist ein ehemaliger jugoslawischer bzw. serbischer Basketballspieler.

## Laufbahn
Stefanović wurde 1987 als Mannschaftskamerad von Žarko Paspalj, Vlade Divac, Aleksandar Đorđević, Željko Obradović und Ivo Nakić mit Partizan Belgrad jugoslawischer Meister. Er spielte später bei KK Kvarner, ab 1990 bei IMT Belgrad, dann in Rijeka.
Ab 1992 war er Mitglied des USC Freiburg, der 1,98 Meter große Flügelspieler trug zum Aufstieg der Breisgauer von der Regionalliga, über die 2. Basketball-Bundesliga in die Basketball-Bundesliga bei. Der Sprung in die höchste deutsche Spielklasse gelang 1997. Stefanović war im Laufe der Bundesliga-Saison 1997/98 mit 17,5 Punkten je Begegnung bester Korbschütze der Freiburger Mannschaft, die mit 2:46 Punkten Bundesliga-Vorletzter wurde, aber dennoch in der Liga blieb. Stefanović spielte in Freiburg an der Seite der späteren deutschen Nationalspieler Robert Maras und Pascal Roller. 1998/99 wurde er mit Freiburg erneut Vorletzter der Bundesliga, damit endete die Erstligazeit des USC. Nach dem Abstieg 1999 gehörte Stefanović weiterhin zum USC-Aufgebot, er spielte bis 2002 für die Mannschaft.